# غاري دبليو. كوكس
غاري دبليو. كوكس (بالإنجليزية: Gary W. Cox)‏ هو مؤلف وعالم سياسة أمريكي، ولد في 23 سبتمبر 1955.